# Gianfranca Montedoro
Gianfranca Montedoro (Catania, 6 luglio 1940) è una cantante e musicista italiana.

## Biografia
Trasferitasi a Roma da bambina, inizia nei primi anni '60 l'attività di cantante jazz, e nel 1961 partecipa al Festival Jazz di Saint Vincent con il quintetto di Santucci-Scoppa, a cui si aggiunse anche Franco Ambrosetti. Nel 1963 partecipa a Gran Premio, il programma tv di RAI1 abbinato alla Lotteria di Capodanno, e vince con la squadra della Sicilia di cui faceva parte anche il vibrafonista Enzo Randisi.
Continua l'attività jazzistica in esibizioni dal vivo e trasmissioni radiofoniche con Nunzio Rotondo, Gato Barbieri, Carlo Loffredo, Pepito Pignatelli, Romano Mussolini, Franco D'Andrea, Jaime Delgado Aparicio. Forma un gruppo di jazz samba chiamato Valiom 5 con alcuni musicisti latino-americani residenti in Italia.
Nel 1970 entra nel gruppo di rock progressivo Brainticket, fondato dal tastierista belga Joel Vandroogenbroeck, con cui partecipa nel maggio 1971 al Festival Pop di Caracalla e incide il disco Psychonaut nel 1971.
Moglie del critico jazz e fotografo Umberto Santucci, con lui forma il gruppo sperimentale Living Music, a cui partecipano poeti, cantanti e musicisti come Costantino Albini, Tito Rinesi, Nino De Rose, Andrea Carpi, pubblicando nel 1972 l'album To Allen Ginsberg per l'RCA Italiana. Il gruppo partecipa a vari concerti e festival come il Festival di Musica d'Avanguardia e di Nuove Tendenze al Foro Italico di Roma e il Be-in organizzato dagli Osanna a Napoli.
Fa parte del coro di Alessandroni con cui partecipa a trasmissioni tv, sedute discografiche, colonne sonore cinematografiche. Nel 1974 realizza l'album Donna circo, con testi di Paola Pallottino musicati da lei e suonati dai componenti dei Murple. Il disco all'epoca non uscì perché la casa discografica si ritirò improvvisamente dal mercato italiano. Una versione rimasterizzata del disco in formato digitale è infine stata pubblicata dalla casa discografica La Tempesta Dischi nel 2021, in seguito all'interesse di un collettivo di artiste denominato Donnacirco che nello stesso anno ne realizzò una nuova versione corale.
Montedoro continua l'attività concertistica con gruppi jazz fino al 1992.

## Discografia parziale

### 33 giri
- 1974: Donna circo (BASF, 21-23301 X)

### 33 giri con i Living Music
- 1972: To Allen Ginsberg (RCA Italiana, DPSL 10574)

### CD con i Living Music
- 2003: To Allen Ginsberg (BMG, 74321-98071-2; ristampa di DPSL 10574)